# Portada/efemèride juliol 12
Dorothea Schlözer
« 11 de juliol · 12 de juliol · 13 de juliol »